# Автодром Сочі
Автодром Сочі (рос. Сочи Автодром), раніше відомий як Sochi International Street Circuit і Sochi Olympic Park Circuit, являє собою 5,848 км гоночну вуличну трасу в курортному місті Сочі на Чорному морі в Краснодарському краї Росії.
Траса схожа на Beijing Olympic Green Circuit і Sydney Olympic Park Street Circuit в тому, що вона проходить навколо колишнього олімпійського комплексу; в цьому випадку навколо Sochi Olympic Park, місце проведення Зимових Олімпійських ігор 2014. Перший Гран-прі Росії в Формулі 1 відбулося в 2014 році.

## External links
- Офіційний сайт [Архівовано 15 січня 2016 у Wayback Machine.] (англ.) (рос.)
- Гід по Автодромі Сочі [Архівовано 20 листопада 2019 у Wayback Machine.] (англ.)